# Stadion Skalna klet
Stadion Skalna klet – stadion piłkarski w mieście Celje, w Słowenii. Został otwarty w 1904 roku. Obiekt może pomieścić 2500 widzów, z czego 2130 miejsc jest siedzących. Na stadionie od czasu przeprowadzki w 1983 roku ze stadionu Glazija do 2003 roku, kiedy to wybudowano nowy obiekt Stadion Z’dežele, swoje spotkania rozgrywała drużyna NK Celje. Obecnie stadion służy jeszcze klubowi jako boisko treningowe.